# AKM

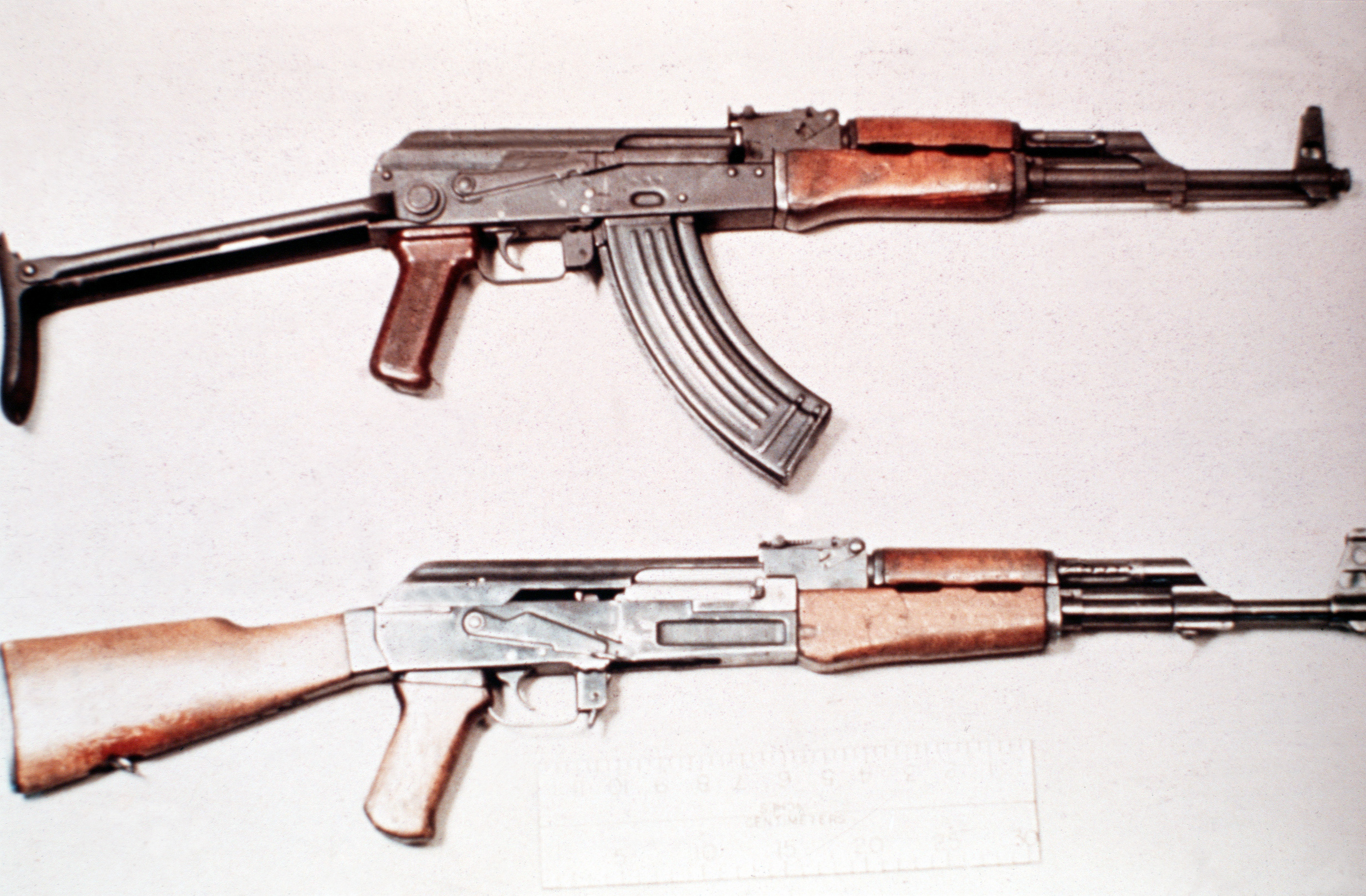
Un AKMS (arriba) y un AK-47 (abajo).

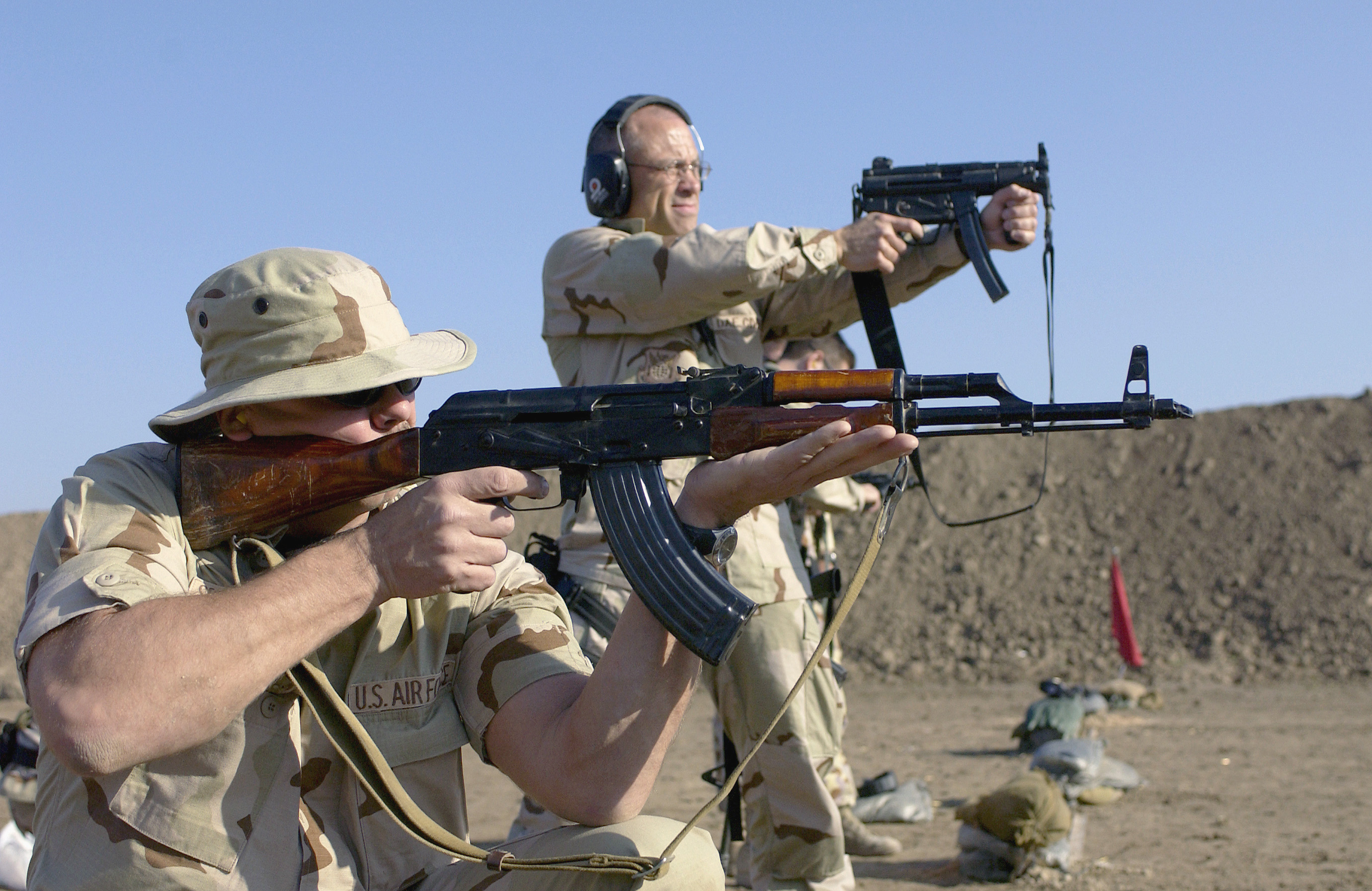
Un miembro de la Fuerza Aérea de los Estados Unidos que tiene un AKM.

El AKM (Ruso: Автома́т Кала́шникова модернизи́рованный, tr. Avtomát Kalášnikova modernizírovannyj, lit. Rifle Automático Modernizado Kalashnikov) es un rifle de asalto Kalashnikov de 7,62 × 39 mm diseñado por Mikhail Kalashnikov. Es una variante modernizada común del rifle AK-47 desarrollado en la década de 1940. Introducido en servicio con el ejército soviético en 1959, el AKM es la variante predominante de toda la serie de armas de fuego AK y ha encontrado un uso generalizado en la mayoría de los Estados miembros del antiguo Pacto de Varsovia y sus aliados africanos y asiáticos, además de ser ampliamente exportado y producido en muchos otros países. La producción de estos rifles se llevó a cabo tanto en la Planta de Armas de Tula como en Izhmash. Fue reemplazado oficialmente en el servicio de primera línea soviético por el AK-74 a fines de la década de 1970, pero sigue en uso en todo el mundo.
El AKM mantiene el inventario de madera del AK-47, pero tiene partes individuales más simples que son favorables para la producción en masa. Al igual que el AK-47, existen muchas variantes del AKM, como el AKMS, AKML y AKMP.

## Descripción
El AKM es un rifle de asalto con cámara en un cartucho intermedio soviético de 7,62 × 39 mm. Es un fuego selectivo, operado por gas con un cerrojo rotativo, disparando en forma semiautomática o completamente automática, y tiene una velocidad de disparo cíclica de alrededor de 600 disparos por minuto (RPM). La acción operada por gas tiene un portador de perno masivo con un pistón de gas de carrera larga conectado permanentemente. La cámara de gas se encuentra sobre el cañón. El portador del cerrojo se monta sobre los dos rieles, formados en el costado del receptor, con un espacio significativo entre las partes móviles y estacionarias. A pesar de haber sido reemplazado a fines de la década de 1970 por el AK-74, el AKM todavía está en servicio en algunas unidades de reserva y segunda línea del ejército ruso y en varios países de Europa del Este. El GRAU designó oficialmente al AKM como el rifle de asalto 6P1.
Comparado con el AK-47, el AKM presenta mejoras detalladas y mejoras que optimizaron el rifle para la producción en masa; algunas piezas y conjuntos fueron concebidos utilizando métodos de fabricación simplificados. En particular, el receptor de acero fresado del AK-47 fue reemplazado por un estampado de acero en forma de U. Como resultado de estas modificaciones, el peso del AKM se redujo en ≈ 1 kg (2,2 lb), se incrementó la precisión durante el disparo automático y se solucionaron varios problemas de confiabilidad. El cañón revestido de cromo del AK-47 se mantuvo, una característica común de las armas soviéticas que resiste el desgaste y la corrosión, particularmente en condiciones de campo duras y el uso casi universal del Bloque del Este de municiones preparadas corrosivamente.
El receptor del AKM está estampado a partir de una hoja de acero lisa de 1,0 mm (0,04 pulgadas), en comparación con el AK-47, donde el receptor se mecanizó con acero de mayor calibre. Un muñón de stock trasero y un muñón de cañón delantero se sujetan al receptor en forma de U mediante remaches. La carcasa del receptor también cuenta con un soporte de sección transversal tubular rígido que agrega resistencia estructural. Los rieles de guía que ayudan al movimiento del portador del cerrojo que también incorpora el eyector se instalan dentro del receptor mediante soldadura por puntos. Como medida de ahorro de peso, la cubierta del receptor estampada es de un metal de calibre más delgado que el del AK-47. Para mantener la resistencia y durabilidad, emplea nervaduras de refuerzo longitudinales y latitudinales.

## Historia
En 1943 el ruso Mikhaíl T. Kalashnikov creó un fusil de asalto para utilizar el cartucho 7,62 x 39, pero su prototipo no fue elegido para servir al ejército rojo. Así que tuvo que rediseñarlo adquiriendo conocimientos del estudio de unos fusiles alemanes StG44 capturados en la guerra, así como de otros prototipos de otros diseñadores soviéticos hasta llegar a las pruebas de 1947. 
En 1947 creó el AK-47 (Avtomat Kalashnikova 1947, en ruso). Entra en servicio militar en 1951, pero su uso fue mantenido en secreto por la Unión Soviética hasta 1956, cuando empezaron a distribuirlo a todas las tropas soviéticas.
En 1959 se fabrica una nueva versión del AK-47, el AKM. Este, a diferencia de su antecesor está hecho con partes más delgadas, algunas de metal estampado y otras de madera laminada, y usa cargadores de aluminio y plástico para abaratar y acelerar su producción. El AKM es un kilogramo más ligero que el AK-47.
El AKM es en la actualidad el fusil de asalto más prolífico en el planeta (entre copias producidas con y sin licencia), siendo frecuentemente confundido con el AK-47, que es el modelo original (en la actualidad hay escasas unidades de este modelo en servicio, en comparación con el AKM).

## Usuarios
- Afganistán[2]
- Albania[3]
- Angola[3]
- Argelia[3]
- Armenia[3]
- Azerbaiyán[3]
- Bangladés[3]
- Benín[3]
- Bielorrusia[3]
- Bosnia y Herzegovina[3]
- Botsuana[3]
- Bulgaria: Producido localmente.[3]
- Cabo Verde[3]
- Camboya[3]
- Catar[3]
- Chad[3]
- Comoras[3]
- Corea del Norte: Variante Tipo 68.[3]
- Cuba[3]

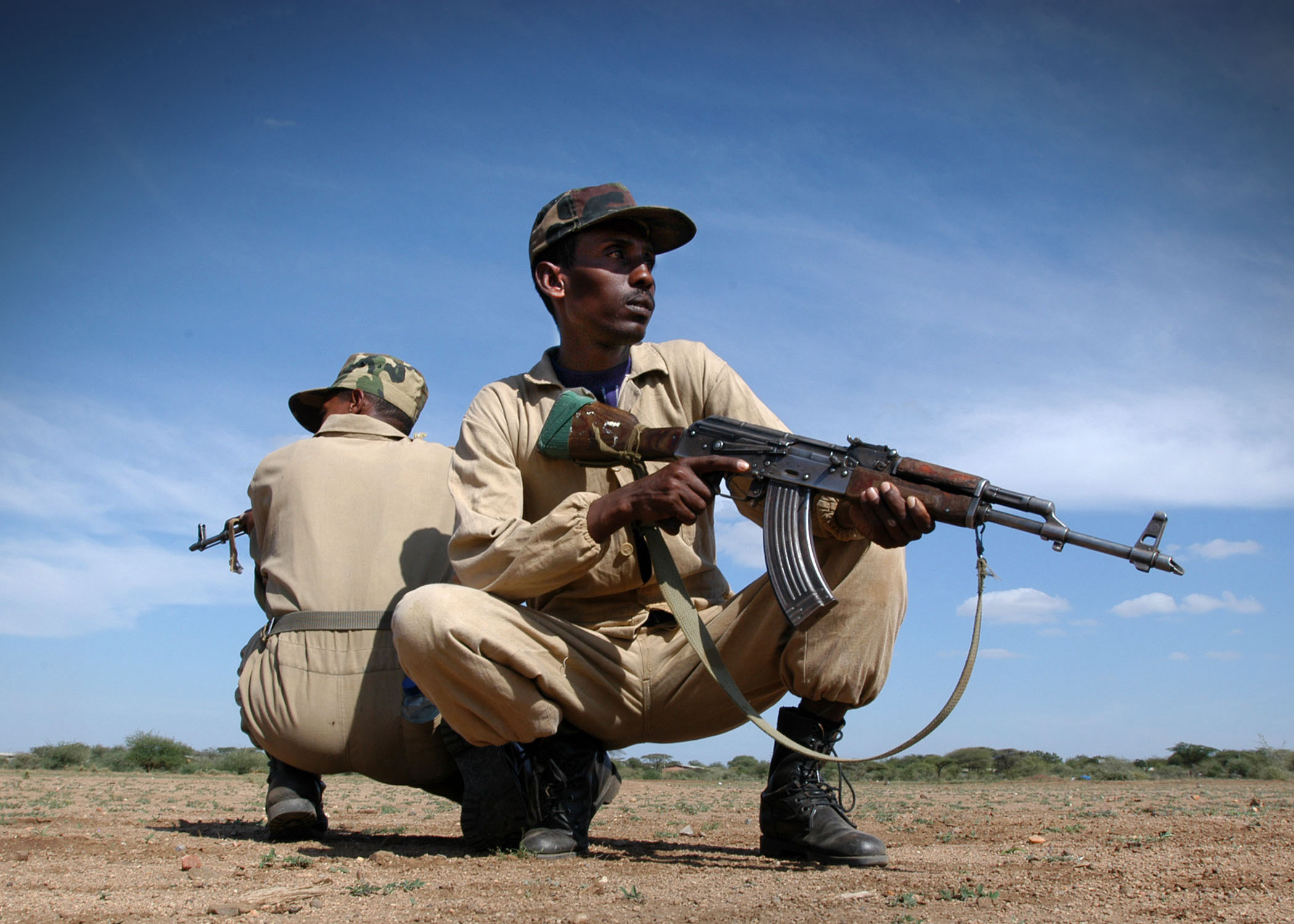
Soldados etíopes armados con AKM.

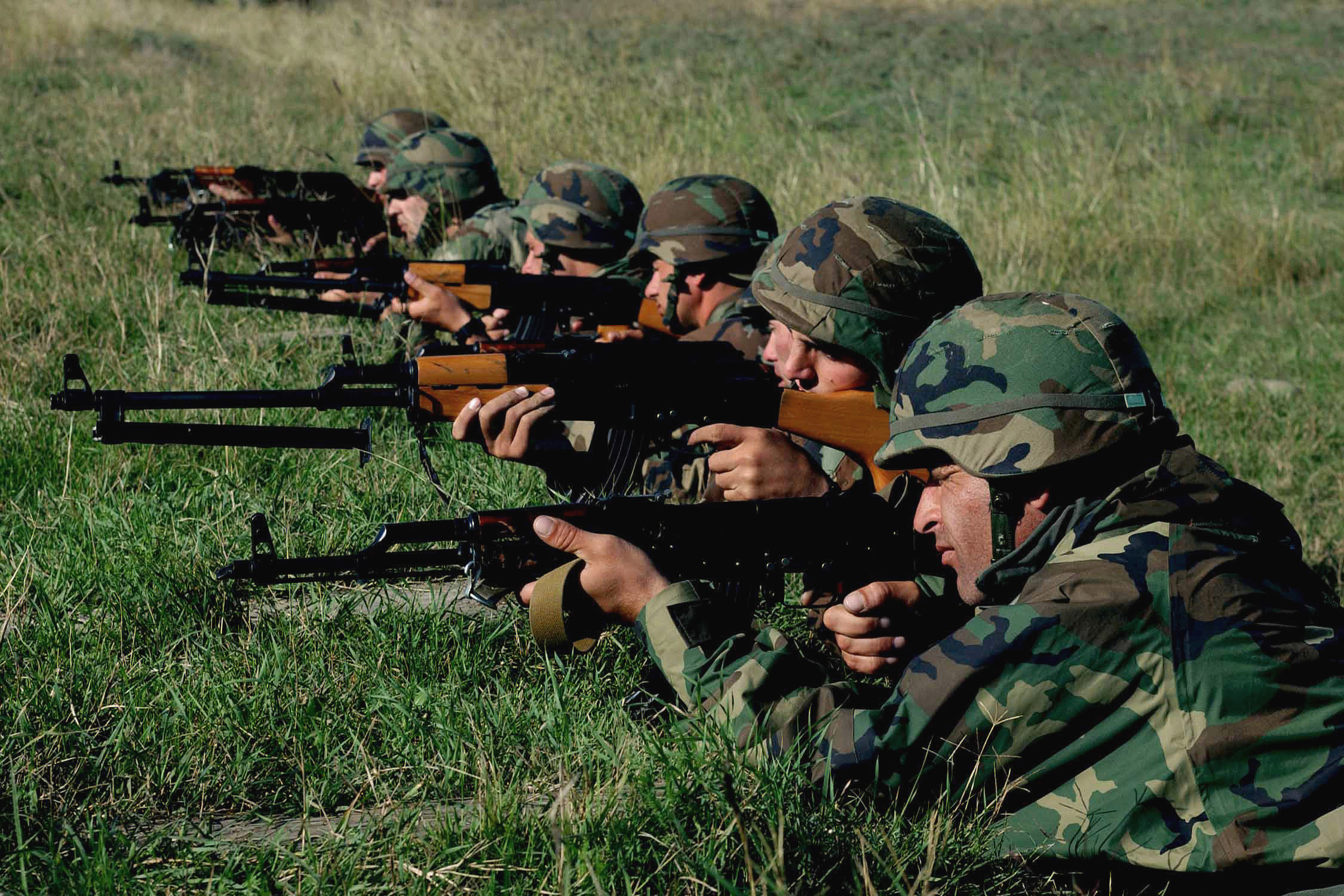
Soldados georgianos entrenando con AKM y RPK.

- Egipto: El Misr es una copia egipcia del AKM, fabricado por la fábrica 54 de la Compañía Maadi para industrias de ingeniería en El Cairo para el ejército egipcio y para las ventas de exportación.[4][5][6][7][8]
- Emiratos Árabes Unidos[3]
- Eritrea[3]
- Eslovenia[3]
- Estonia: Todavía en uso militar y policial limitado. Reemplazado por AK-74.[3]
- Etiopía[2]
- Gabón[3]
- Georgia[3]
- Guinea[3]
- Guinea-Bisáu[3]
- Guinea Ecuatorial[3]
- Guyana[3]
- Hungría: Hay un derivado húngaro del AKM llamado AK-63 fabricado por Fegyver- és Gépgyár. El AK-63 viene con un material fijo de madera o plástico, pero hay una versión con un material de metal debajo del pliegue llamado AK-63D.[3]
- India[3]
- Irak[3]
- Irán[3]
- Israel: Capturado de los ejércitos árabes en el transcurso del Conflicto árabe-israelí.[3]
- Kazajistán[3]
- Kirguistán[2]
- Laos[3]
- Lesoto[3]
- Letonia[3]
- Liberia[3]
- Libia[3]
- Lituania[3]
- Macedonia del Norte[3]
- Madagascar[3]
- Mali[3]
- Marruecos[3]
- Moldavia[3]
- Mongolia[3]
- Mozambique[3]
- Panamá: Utilizado por el Servicio Nacional de Fronteras (SENAFRONT).
- Pakistán: Variante Tipo 56.[3]
- Perú:[3] Usado por la policía (PNP) y policía militar de la fuerza aérea (FAP)
- Polonia: Producido localmente. Reemplazado por FB Beryl y pronto por MSBS.
- República Centroafricana[3]
- República del Congo[3]
- República Democrática del Congo[3]
- Rumania: Producido localmente como el PM md. 63.[3]
- Rusia: Todavía en uso militar y policial limitado. Reemplazado oficialmente en la mayoría de las unidades militares rusas por el AK-74. Algunos usos principalmente en entornos urbanos debido a la capacidad de penetrar una gran cobertura.[3]
- Santo Tomé y Príncipe[3]
- Serbia[3]
- Seychelles[3]
- Sierra Leona[3]
- Siria[3]
- Somalia[3]
- Sudán[3]
- Surinam[3]
- Tanzania[3]
- Tayikistán[3]
- Togo[3]
- Turkmenistán[3]
- Turquía[3]
- Ucrania: Aún en uso limitado, oficialmente reemplazado en la mayoría de las unidades militares de Ucrania por el AK-74. AKMS utilizado por el Servicio de Seguridad de Ucrania.[3]
- Uzbekistán[3]
- Vietnam[3]
- Yemen[3]
- Yibuti[2]
- Zambia[3]
- Zimbabue[3]